# VBScript
Visual Basic Scripting Edition (зазвичай просто VBScript) — скриптова мова програмування, що інтерпретується компонентом Windows Script Host. Він широко використовується при створенні скриптів в операційних системах сімейства Microsoft Windows.
VBScript був створений компанією Microsoft як заміна застарілій пакетній мові, що інтерпретується утилітою COMMAND.COM або cmd.exe. Синтаксис VBScript є дещо спрощеною версією синтаксису мови Visual Basic, зокрема, не підтримується типізація: всі змінні мають тип Variant.
Ось приклад невеликої програми на мові VBScript, яка виводить діалогове вікно з повідомленням (символи після знаку апострофа є коментарями):
```
 
' Оголошення змінної:

 
Dim
 
strMessage

 
' Надання значення змінній:

 
strMessage
 
=
 
"Вікіпедія — вільна енциклопедія"

 
' Вивід вікна з повідомленням:

 
MsgBox
 
strMessage

 
' Вивід поля введеня інформації:

 
InputBox
 
strMessage

```

Скрипти на мові VBScript найчастіше використовуються в наступних областях середовищ Microsoft:
- автоматизація адміністрування систем Windows;
- серверний програмний код в сторінках ASP;
- клієнтські скрипти в браузері Internet Explorer.